# 王禅寺

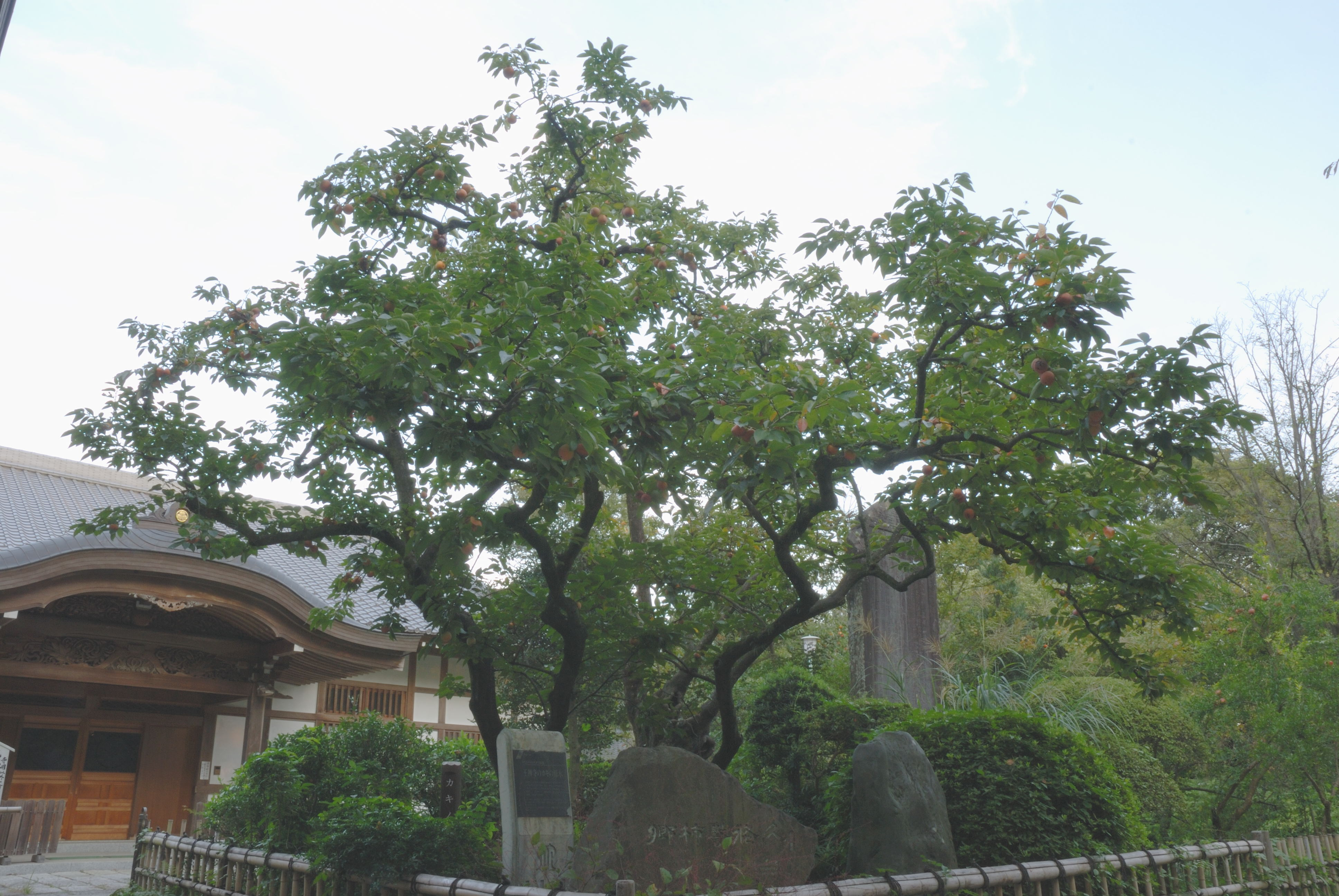
禅寺丸原木

王禅寺（おうぜんじ）は、川崎市麻生区王禅寺940にある真言宗豊山派の寺院。正式名は星宿山蓮華蔵院王禅寺。「王禅寺」は付近一帯の地名にもなっている。「東の高野山」とも呼ばれた。寺紋は三つ葉葵。日本最古の甘柿の品種と言われている禅寺丸が発見された寺として知られ、境内には国の登録記念物に登録された原木が残っている。

## 沿革
創建の正確な年代は不明である。慶安3年（1650年）成立の縁起（『聖観世音菩薩略縁起』）によれば、天平宝字元年（757年）、観音菩薩が孝謙天皇の夢枕に現れ「武蔵国の光ヶ谷戸という所に居る」と言われ、探索を命じられた結果、発見されたという。孝謙天皇の勅命で武蔵国都筑郡二本松で発見（光ヶ谷など異説あり）された一寸八分の聖観音（しょうかんのん）である金の像を祀り堂宇を創建したという。寺伝によれば延喜17年（917年）高野山の三世無空上人が、醍醐天皇から「王禅寺」の寺号（王の命じた仏教を修行するに適した場所としての寺という意味）を賜り、同地に改めて創建され関東の高野山と呼せられ、東国鎮護の勅願寺となる。延喜21年（921年）高野山の熊空により真言宗の寺となるという。建保2年（1214年）に禅寺丸-柿が発見された。等海で王禅寺の中興の祖（横浜市金沢区の称名寺の塔頭延命院の住僧）は山中で寺院再建の用材捜索中に、等海が自生している「禅寺丸柿」を発見し、近隣の農家にも栽培を広めたとされる。元弘3年（1333年） 鎌倉攻めの新田義貞の戦乱の兵火を被り焼失。建徳元/応安3年（1370年）再興された。最盛期には、真言密教を修行する七堂伽藍（当時を偲ぶ絵図が残っていて、境内には多くの塔頭が示されている）を持つ学問寺として檀家を持たず、近隣の末寺36ヵ寺の本寺（大寺）として、末寺からの上納により運営されていた。草競馬場の跡が一部現存し地名として、今でも地元の人の間で馬場と呼ばれている。また、明治維新以前は、神仏混淆であった。一時期は、鎌倉八幡宮と八幡宮寺（明治の廃仏毀釈令により廃寺となる）の別当（総支配人）として掌握していた。鎌倉時代、将軍より多くの寺領を寄進され、戦国時代には北条氏直から、銀三十貫を安堵された。さらに江戸時代幕府より三十石の朱印与えられた。徳川幕府の歴代の将軍（徳川家康を始めとし、後の13人の将軍）の位牌を奉り、将軍家より葵の御紋の使用を与えられた。

## 所在地
- 神奈川県川崎市麻生区王禅寺940